# Municipio de Howard (condado de Wayne)
El municipio de Howard (en inglés: Howard Township) es un municipio ubicado en el condado de Wayne en el estado estadounidense de Iowa. En el año 2010 tenía una población de 84 habitantes y una densidad poblacional de 1,36 personas por km².

## Geografía
El municipio de Howard se encuentra ubicado en las coordenadas 40°36′39″N 93°16′19″O / 40.61083, -93.27194. Según la Oficina del Censo de los Estados Unidos, el municipio tiene una superficie total de 61.58 km², de la cual 61,41 km² corresponden a tierra firme y (0,27 %) 0,17 km² es agua.

## Demografía
Según el censo de 2010, había 84 personas residiendo en el municipio de Howard. La densidad de población era de 1,36 hab./km². De los 84 habitantes, el municipio de Howard estaba compuesto por el 100 % blancos. Del total de la población el 0 % eran hispanos o latinos de cualquier raza.